# Алаш (Сайрамський район)
Ала́ш (каз. Алаш) — село у складі Сайрамського району Туркестанської області Казахстану. Входить до складу Аксукентського сільського округу.
Населення — 2880 осіб (2021; 3221 у 2009, 1807 у 1999, 1887 у 1989).
26 березня 2015 року до села було приєднано територію площею 0,89 км². До 2018 року село називалось Чапаєво.